# Stadio Rocha e Río de Las Conchas
Lo Stadio Rocha e Río de Las Conchas (in spagnolo Estadio Rocha y Río de Las Conchas) è stato uno stadio calcistico di Rincón de Milberg, in Argentina; aveva una capacità massima di più di 400 persone. Come la maggior parte degli stadi dell'epoca prendeva il nome dalle strade in cui era situato.

## Storia
Lo stadio fu inaugurato il 2 dicembre 1913. Il terreno fu preso in affitto dal club il 1º settembre dello stesso anno, dopo aver trascorso la stagione 1913 utilizzando lo stadio del San Fernando. L'impianto di Rocha y Río de Las Conchas fu il terzo campo a ospitare il Tigre, dopo quelli di San Martín e Sáenz Peña y Libertad. Inizialmente la struttura era composta da una gradinata che poteva ospitare 400 spettatori; il 28 febbraio 1932 furono inaugurate altre due tribune in legno. Il Tigre vi disputò, tra gli altri, il primo campionato professionistico argentino, la Primera División organizzata dalla Liga Argentina de Football nel 1931. Nel 1936 lo stadio venne abbandonato, e il club si trasferì al Monumental de Victoria.